# TWICE 1st Arena Tour 2018 : BDZ
TWICE 1st Arena Tour 2018 : BDZ是韓國女子組合TWICE於2018年舉辦的第一次日本巡迴演唱會。

## 概述
2018年6月3日，JYP娛樂公佈舉辦TWICE第一次日本首次巡迴演唱會的消息，演唱會將於9月29-30日（共2日）在千葉舉行。
2018年9月30日，JYP娛樂宣佈千葉第二場，基於安全問題而取消

## 巡演時間表
| 年份   | 日期     | 演唱會城市 | 演出場地               | 觀賞人數 |
| ------ | -------- | ---------- | ---------------------- | -------- |
| 2018年 | 9月29日  | 千葉       | 幕張展覽館             | 70,000   |
| 2018年 | 9月30日  | 千葉       | 幕張展覽館             | 70,000   |
| 2018年 | 10月2日  | 愛知       | 日本礙子會館           | 70,000   |
| 2018年 | 10月3日  | 愛知       | 日本礙子會館           | 70,000   |
| 2018年 | 10月12日 | 兵庫       | 神戶世界紀念館         | 70,000   |
| 2018年 | 10月13日 | 兵庫       | 神戶世界紀念館         | 70,000   |
| 2018年 | 10月14日 | 兵庫       | 神戶世界紀念館         | 70,000   |
| 2018年 | 10月16日 | 東京       | 武藏野之森綜合體育廣場 | 70,000   |
| 2018年 | 10月17日 | 東京       | 武藏野之森綜合體育廣場 | 70,000   |

### 註解
1. ↑  日本千葉站原於9月30日舉行，但因為颱風潭美吹襲而取消